# جزیره آدل (استرالیای غربی)
جزیره آدل (استرالیای غربی) (به انگلیسی: Adele Island (Western Australia)) یک منطقهٔ مسکونی در استرالیا است.

## خصوصیات
جزیره آدل ۰ نفر جمعیت دارد.